# Marmosa jansae
Marmosa jansae — вид тварин із родини опосумових (Didelphidae).

## Етимологія
Вид названий на честь біолога англ. Sharon A. Jansa, чиї молекулярно-біологічні дослідження були важливими для розуміння систематики сумчастих і гризунів Південної Америки. 

## Морфологічна характеристика
Голова й тулуб завдовжки 149—177 мм, хвіст завдовжки 209—237 мм (≈ 140 % довжини голови й тулуба), вага становить 56–103 грами; самиці важать дещо менше. Довжина задньої лапи від 22 до 27 мм, довжина вух від 22 до 25 мм. Шерсть коротка (від 8 до 11 мм), тьмяного сіро-коричневого кольору на спині та боках. Очеревина і внутрішні сторони передніх ніг сірі. Верхівка задніх лап укрита короткими світлими волосками, але плеснові кістки і пальці темно-коричневі. Перші 2 см хвоста вкриті волоссям довжиною близько 5 мм, решта безшерсті й темні зверху; низ хвоста іноді значно світліший. 

## Середовище проживання
Країни проживання: пд.-сх. Колумбія, сх. Еквадор, пн.-сх. Перу. Населяє низинні тропічні ліси з кроною дерев 30–40 метрів, численними пальмами як підліском і численними ліанами.